# Bimler-Gebissformer
Der Gebissformer nach Hans Peter Bimler ist eine funktionskieferorthopädische Zahnspange, die sich durch eine besonders grazile und flexible Bauweise auszeichnet. Die Federwirkung des lose zwischen allen Zähnen liegenden Gebissformers regt die Mundmuskeln an (sogenannter Kaugummieffekt). Er zeichnet sich unter den funktionskieferorthopädischen Geräten auch dadurch aus, dass er nicht nur die Bisslage, sondern auch Fehlstellungen von Zähnen über Mundmuskelkräfte korrigieren kann. Dadurch werden Schmerzen durch die Behandlung vermieden. Seine skelettierte Bauform schränkt die Remineralisation der Zähne durch die Speichelzirkulation kaum ein, so dass er sich auch für parodontal geschädigte Patienten oder bei erhöhtem Kariesrisiko eignet.
Statt Durchschnittswerten eines Schönheitsideals strebt die Bimler-Therapie an, die Kiefer und Zahnbögen des Patienten mit gesunden Funktionen zu einer individuellen Form und Größe heranreifen zu lassen, die zum Gesicht passt und langfristig in sich stabil bleibt. Dies ist durch Nachuntersuchungen von Patienten nach 25 bis 40 Jahren dokumentiert und wird mit einer Selbstregulation begründet, die der Bimler-Gebissformer dem Kauorgan ermöglicht. Anhand von dentalen Vermessungspunkten zeichnete Bimler von seinen Patienten Wachstumskurven auf, die die Ausformung der Zahnbögen im Vorfeld und im Laufe der Therapie darstellen. Der Vergleich von sonst ähnlichen Fällen mit und ohne Platzmangel zeigte dabei, dass der Gebissformer bei Platzmangel Selbstheilungskräfte zur Wachstumsanregung aktiviert und Kindern z. B. 6 mm Breitenzuwachs beider Kiefer ermöglichte. Bestand kein Platzmangel, regte ein gleichartiger Gebissformer dagegen kein Kieferwachstum an.

## Geschichtliche Entwicklung
Nach dem Krieg arbeitete Bimler zunächst als HNO-Arzt und absolvierte dann eine zahnmedizinische Zusatzausbildung, um sich der Kieferorthopädie zu widmen. Mit den spärlichen Mitteln der Nachkriegszeit konstruierte er die Gebissformer, weil ihm Aktivatoren zu voluminös und zu starr und die damaligen Band-und-Bogen-Bauformen der festen Zahnspangen zu gefährlich und zu teuer erschienen.
Auf diagnostischem Gebiet entwickelte er eine kephalometrische Kompakt-Analyse, um den unterschiedlich schnellen Behandlungsfortschritt seiner Patienten zu deuten und Behandlungsprognosen zu ermöglichen. Dabei wird der Aufbau des Gesichtsschädels im Röntgenbild untersucht und insbesondere die Kieferneigung mit der Neigung des Nasenbodens in Beziehung gesetzt.
Erfolgt die Bimler-Therapie rechtzeitig, normalisiert sie auch ungünstiges vertikales Gesichtswachstum, ob mit oder ohne offenen Biss. Statt der heute üblichen drastischeren Methoden brauchen solche Patienten mit Gebissformern lediglich mehr Zeit als Patienten mit dem häufigeren horizontalen Gesichtswachstum.
Dennoch ist die Bimler-Therapie zur Nischenmethode geworden und wird heutzutage z. B. noch in Südamerika, Kuba und vereinzelt auch in Japan praktiziert. In der ganzheitlichen Kieferorthopädie sind in Deutschland Bionatoren bekannter.

## Anwendung, Modifikationen

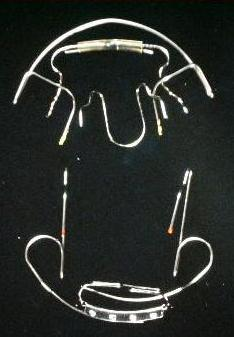
Drahtanteile eines Bimler-A-Grundgerätes

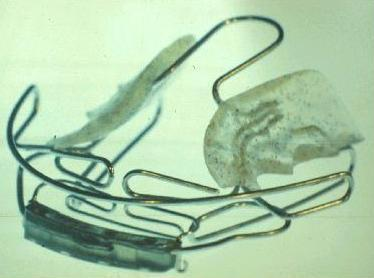
Bimler-A-Grundgerät, ohne zusätzliche Federn

Weil die in sich federnden Gebissformer wie eine Massage auf die Zahnhaltegewebe wirken, genügt es meist, sie nur nachts zu tragen. Bimlers Zeitgenosse Hugo Stockfisch empfahl für seinen voluminöseren teilelastischen Kinetor, ihn nachts und 2–3 Stunden tagsüber zu tragen.
Der Gesundheitseffekt der Gebissformer ähnelt dem der Funktionsregler. Beide können bei frühzeitiger Anwendung Platz für die Weisheitszähne wachsen lassen, jedoch lassen sich Gebissformer mit zusätzlichen Elementen wie z. B. Fingerfedern besser auf Zahnkorrekturen auslegen. Anders als aktive Platten oder Crozat-Geräte eignen sie sich jedoch nicht gegen die Aufwanderung ganzer Zahngruppen.
Die Aufzeichnung von Wachstumskurven kann bei Spätfällen mit Engstand herangezogen werden, um individuell zu entscheiden, ob noch genug Kieferwachstum angeregt werden kann oder ob für ein stabiles Ergebnis Extraktionen indiziert sind. Die für solche Fälle konzipierten Bimler-Extra Varianten können auch gegen Nichtanlage-Lücken verwendet werden.
Das Grundgerät der Bimler-A-Serie, die für 90 % der Kinder-Behandlungen geeignet wäre, sieht kompliziert aus, besteht jedoch aus 3 oberen und 2 unteren Drahtelementen, die in 2 oberen Plastikflügeln und einer unteren, Käppchen genannten kleinen Blechschiene zusammengehalten werden. Die oberen Elemente entsprechen denen des elastisch-offenen Aktivators (EOA) nach Klammt: ein umlaufender Labialbogen, eine dickere Coffin-Feder, die die Flügel verbindet, und ein dünneres Paar Federn hinter den Schneidezähnen. Aus den Flügeln entspringt hinten ein Paar Unterkiefer-Halbbögen, die nach einer Schlaufe den Zahnbogen queren und in das Käppchen münden, das mit Plastik ausgefüllt wird. Das Käppchen hält zudem die dünne Lingualschleife hinter den unteren Schneidezähnen. Alle Elemente sind vorgeformt in mehreren Größen erhältlich.
Mit dieser Ausstattung kann der obere Zahnbogen von innen und außen und der untere von innen beeinflusst werden, und gegen Rückbisslagen kann der Unterkiefer-Teil sukzessive weiter vor gebogen werden.
Zusätzliche Federn z. B. zum Einordnen von Eckzähnen oder zum Diastema-Schluss können hinzukommen. Bei Kieferenge wird eine Variante empfohlen, die statt der Coffin-Feder eine Dehnschraube enthält. Wenn damit eine ausreichende Kieferbreite erreicht wurde, sollte sie durch eine Coffin-Feder ersetzt werden, weil diese für die Selbstregulation und Stabilität des Ergebnisses günstiger ist.
Dagegen ist das Bimler-B-Gerät zur Deckbissbehandlung im bleibenden Gebiss konstruiert und erfordert stets eine Schraube. Damit ist es starrer, um der beträchtlichen Zubeiß-Kraft zu widerstehen und sie effektiv in Protrusion der Oberkiefer- und Intrusion beider Kieferfronten umzusetzen. Dazu ist der Labialbogen des B-Gerätes so eingefaltet, dass er als Streckbogen die schwachen Lingualfedern ersetzt. Zugleich beißt der Patient mit den oberen Schneidezähnen auf das Käppchen und mit den unteren auf das Vorderteil des Streckbogens. Darauf kann zur besseren Wirkung noch ein Stück Silikonschlauch gezogen werden. Obwohl die Toleranzen für eine erfolgreiche Justierung beim B-Gerät eng sind, war es in der DDR zur Deckbissbehandlung  bei Erwachsenen bekannt. Im Wechselgebiss sprechen Deckbisse auch auf A-Geräte an, deren Handhabung einfacher ist.

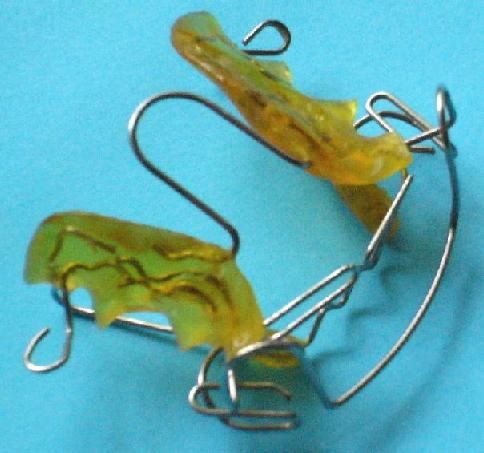
Bimler-C-Gerät (Progeniegerät)

Gegen Progenie sind die Bimler-C-Geräte gedacht, die wegen der anderen Kaumotorik von Progenikern auch zur Umsetzung vermehrt vertikaler Kräfte ausgelegt sind. Sie können bereits im Milchgebiss zum Einsatz kommen und haben statt des Labialbogens einen Gegenkieferbügel. Unten haben sie kein Käppchen, sondern die Unterkiefer-Halbbögen werden durch ein miniaturisiertes Zungengitter verbunden. Zusätzlich sperren Molarenauflagen den Biss, damit ein frontaler Kreuzbiss überstellt werden kann. Bis dies erreicht ist, sind C-Geräte Vollzeit zu tragen, wobei Patienten sogar ein unangenehmes Gefühl in den Kiefergelenken beim Ablegen des Gerätes bemerkten. Dabei trainieren diese Progeniegeräte auch die Kaumuskulatur um, was das Ergebnis stabilisiert.
Insgesamt können reine Bimler-Therapien als kieferorthopädische Behandlungen mit geringer Intensität betrachtet werden. Denn oft kommen sie mit langen Kontrollintervallen und nur 1 oder 2 dieser quasi mitwachsenden Geräte aus, wobei der Übergang in die Retentionsphase fließend ist.
Aus dem Oberteil des Bimler-A-Gerätes und dem Unterteil des stabileren U-Bügel-Aktivators nach Karwetzky wurde später der Maxillator nach Hangl entwickelt.